# The Sea of Grass
The Sea of Grass (br: Mar Verde; pt: Terra de Ambições) é um filme estadunidense de 1947, do gênero Western, dirigido por Elia Kazan.

## Sinopse
Hepburn interpreta uma mulher de St. Louis que se muda para o Novo México para se casar com um fazendeiro, que conta com a violência para desencorajar outras pessoas de usar as terras do Governo. O conflito entre eles é apenas agravada pela infidelidade.

## Elenco
- Spencer Tracy... Col. James B. 'Jim' Brewton
- Katharine Hepburn... Lutie Cameron Brewton
- Robert Walker... Brock Brewton
- Melvyn Douglas... Brice Chamberlain